# Дівчачий махач
Дівчачий махач (англ. Chick Fight) — американський комедійний бойовик 2021 року, знятий режисером Полом Лейденом за сценарієм Джозефа Дауні. У фільмі знялися: Малін Акерман, Белла Торн, Дульсе Слоан, Кевін Конноллі, Кевін Неш, Алек Мапа, Домінік Джексон, Форчун Фімстер, Алек Болдвін. Фільм вийшов 13 листопада 2020 року, дистриб'ютор — компанії Quiver Distribution та Redbox Entertainment. Прем'єра в Україні відбулася 8 квітня 2021 року.
За сюжетом фільму, після того, як життя Анни йде шкереберть, вона обирає найнелогічніше розв'язання своїх проблем — викликати на поєдинок чемпіонку жіночого бійцівського клубу.

## Акторський склад
- Малін Акерман — Анна
- Алек Болдвін — Джек Мерфі
- Белла Торн — Олівія
- Дульсе Слоан — Шарлін
- Форчун Фімстер[en] — Ведмедиця
- Віторія Сетта (Vitoria Setta) — Ноель
- Кевін Конноллі[en] — доктор Рой
- Алек Мапа[en] — Чак
- Кевін Неш[en] — Ед
- Домінік Джексон[en] — Ноамі
- Маріана Вісенте (Mariana Vicente) — Марні
- Нікол Паоне (Nicol Paone) — Бетті

## Виробництво
У вересні 2019 року було оголошено, що Малін Акерман приєдналася до акторського складу фільму та стала продюсером-авторкою фільму разом із режисером Полом Лейденом та сценаристом Джозефом Дауні. У грудні 2019 року до складу фільму приєдналися Алек Болдвін та Белла Торн. Основні знімання розпочалися в січні 2020 року.

## Саундтрек
Саундтрек написав і спродюсував Бенсон Тейлор. У запису взяв участь лос-анджелеський гурт Bones UK, фрагмент пісні з'явився в трейлері фільму, що вийшов 6 жовтня 2020 року.

## Вихід фільму
У вересні 2020 року Quiver Distribution та Redbox Entertainment придбали права на розповсюдження фільму. Прем'єра відбулася 13 листопада 2020 року.